# Роже-Дюкас, Жан
Жан Жюль Эма́бль Роже́-Дюка́с (фр. Jean Jules Aimable Roger-Ducasse; 18 апреля 1873, Бордо, Жиронда, Франция — 19 июля 1954, Тайан-Медок, Жиронда, Франция) — французский композитор-импрессионист, пианист и педагог.

## Биография
Учился в Парижской консерватории у Андре Жедальжа и Габриеля Форе (композиция). В 1902 году ему присуждается Римская премия. В 1909—1914 годы плотно участвовал в работе Независимого музыкального общества. В 1913 году по заказу Мариинского театра написал для Михаила Фокина лирическую мимодраму Орфей. В 1935 году по приглашению Поля Дюка становится профессором Парижской консерватории. Среди его учеников Жеан Ален, Жан-Луи Мартине, Андре Лавань, Пьер Висмер и другие. Его перу принадлежит ряд учебно-методических пособий.

## Сочинения
- опера «Кантегриль» / Cantegril (1931, Париж)
- балет «Орфей» / Orphée (1926, Париж)
- триптих «Улисс и сирены» / Ulysse et les Sirènes (1937)